# Anomalon karlae
Anomalon karlae là một loài tò vò trong họ Ichneumonidae.